# フランシス湖
フランシス湖（フランシスこ、英: Lake Francis）は、アメリカ合衆国のシエラネバダ山脈、タホ湖の西に位置するエルドラド国有林内の小さな湖である。
湖への道は存在しない。すぐ近くには、ルーン湖が存在する。